# Snöbollsjorden

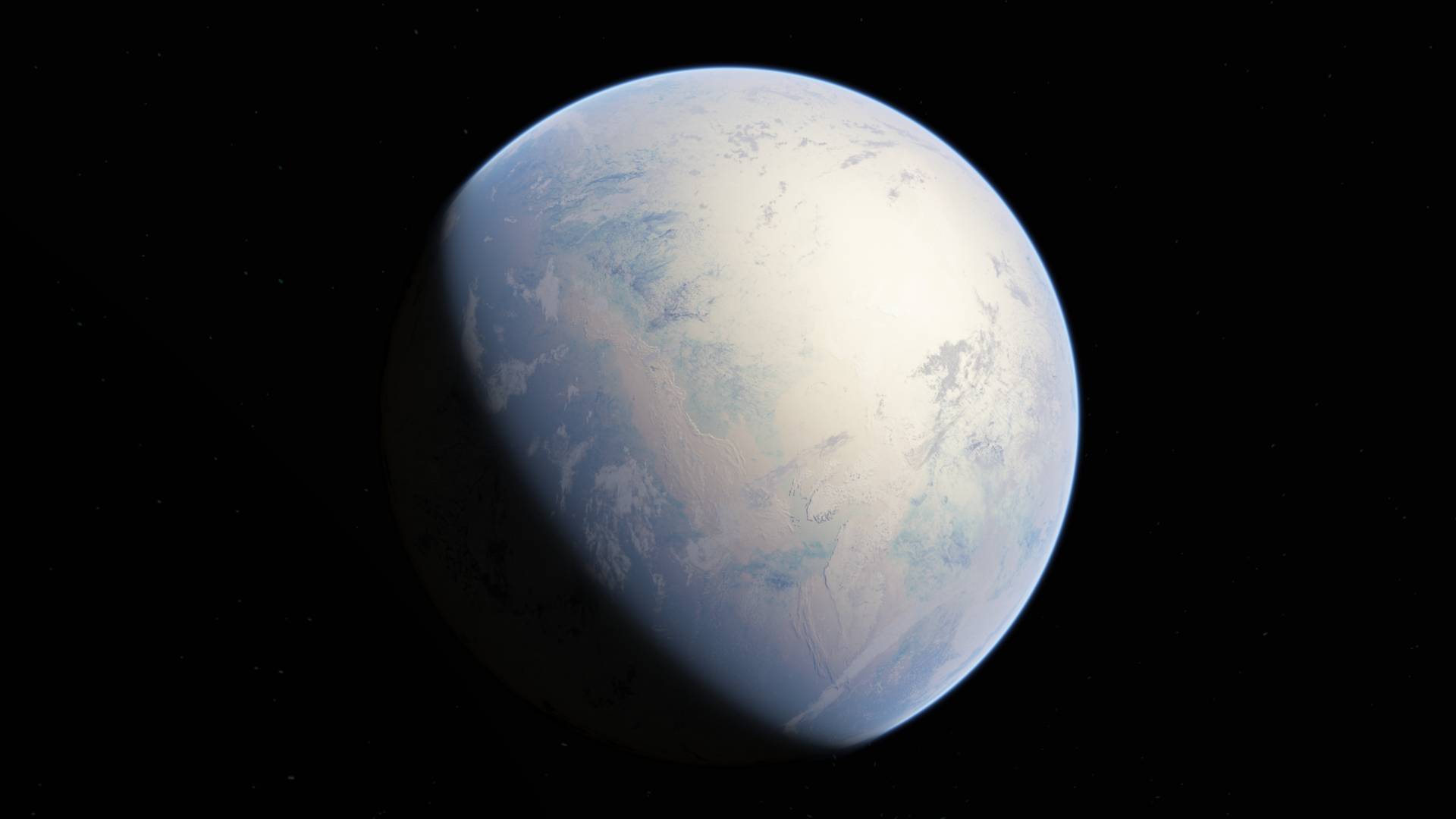
Konstnärs föreställning av Snöbollsjorden.

Snöbollsjorden (engelska: Snowball Earth) är en hypotes som försöker förklara en rad fenomen i den geologiska lagerföljden genom att föreslå att en istid under yngre proterozoikum (1 000–542 miljoner år sedan) var så kraftig att hela jorden skulle ha varit täckt av glaciärer. Begreppet "Snowball Earth" myntades 1992 av Joseph Lynn Kirschvink vid California Institute of Technology.
Hypotesen kom till som en följd av det kalla krigets forskning om atomvintern men avfärdades länge på grund av beräkningar av den ryske klimatologen Michail Budyko (1920–2001) som antydde att jorden aldrig skulle "tina upp" igen om något dylikt inträffade då jorden skulle inträda i en ond cirkel där allt mer solljus reflekterades tillbaka ut i rymden. Anhängare av teorin menar dock att omfattande vulkanisk aktivitet, vilken skulle fortsätta i jordens innandöme oavsett förhållandena på ytan, kan göra att även en jord helt täckt av glaciärer kan tina upp. Den vetenskapliga debatten är inte avslutad.
Även Paul F. Hoffman vid Harvard University stöder teorin om Snöbollsjorden och pekar bland annat på existensen av flyttblock, vilka endast kommer till vid glaciäravsmältning, i den Namibiska öknen. Existensen av dessa är svåra att förklara på annat sätt än med denna teori, eftersom ingen annan geologisk teori kan förklara förekomsten av glaciala avlagringar i Namibia.
Enligt studier som presenterades i naturvetenskapstidskriften Nature i oktober 2010 ledde periodens förändrade förutsättningar i haven till att djuren uppstod.
En variant av snöbollsteorin menar att nedisningen inte var fullständig. Istället skulle en zon med öppet vatten eller barmark funnits i områden runt ekvatorn åtminstone delar av året. Det kan också ha rört sig om två separata istider, Sturtistiden och Marinoistiden/Varangeristiden.